# 馬來西亞—新加坡關係
马来西亚—新加坡关系（英語：Malaysia–Singapore relations，简称马新关系）指的是马来西亚和新加坡自1965年以来新加坡從马来西亚独立后的双边关系。新加坡在吉隆坡设有一间高级专员公署，在柔佛新山市设立一间总领事馆；而马来西亚也在新加坡设有一间高级专员公署。这两个国家都是联合国、大英國協和东盟的成员。

## 五國聯防
新加坡和马来西亚皆是五國聯防的成员国，其他成员国包括新西兰、澳大利亚和英国。五国联防也与印尼互相合作以应对回教祈禱團在东南亚区域的威胁。

## 贸易
截至2015年，新加坡为马来西亚最大的进出口贸易伙伴，雙邊贸易总额约为28亿美元。 不过，新加坡最大的贸易伙伴是中国大陆，随后分别是香港和马来西亚。

## 交通
目前，两国有新柔长堤和馬新第二通道两条公路連接。
两国也计划建造一个衔接两国的新柔捷运系统，初步预计于2019年完工，但計劃不幸遭受新冠疫情拖延，至2021年才開始動工，預計2027年通車
在2013年，两国还同意建设吉隆坡—新加坡高速铁路。该项目预计将在2026年完成，屆時将会連接吉隆坡马来西亚城和新加坡裕廊东。不过因为2019冠状病毒病疫情严重影响马来西亚经济，此計畫已被取消。

## 爭端
1965年，东姑阿都拉曼將新加坡州自馬來西亞聯邦除名，新加坡州獲得獨立並成立新加坡共和國，另外，新加坡與馬來西亞間在水價上有衝突；就位於柔佛沿岸的白礁存在領土爭議，国际法院於2008年時以12票贊成，4票反對，裁決該島主權屬於新加坡。

## 外交风波
2006年9月15日，新加坡前总理李光耀在公共政策学院主办的莱佛士论坛上，发表「马来西亚和印尼政府有系统边缘化华人」相关言论，引起与邻国马来西亚与印尼的外交风波。李光耀在论坛上提到新加坡同印尼和马来西亚的关系时，指印尼前总统优素福·哈比比曾形容新加坡像绿色海洋所包围的「小红点」，而小红点就是迫使新加坡，像印尼国内的华人一样，对他言听计从。接着形容马来西亚华人被有系统地边缘化，激起马印两国政府强烈反响。马来西亚和印尼两国的政治人物纷纷对此表示不满，并要求新加坡对李光耀的言论作出解释和道歉。马来西亚前首相马哈迪·莫哈末批评李光耀傲慢及不尊重邻国，并反击说马来西亚也可以质疑新加坡把当地马来人边缘化。印尼前总统哈比比指形容「小红点」是激励印尼青年向新加坡学习，但原意被歪曲了。9月30日，李光耀为其发表的言论向马来西亚首相阿都拉·巴达威道歉，但沒有收回言论。